# Жорж Роденбах
Жорж Роденбах (на френски: Georges Rodenbach) е белгийски журналист, поет символист, драматург и писател на произведения в жанра социална драма и лирика.

## Биография и творчество
Жорж Реймон Константин Роденбах е роден на 16 юли 1855 г. в Турне, Белгия, в известно и заможно семейство. Майка му е французойка, а баща му е германец от Андернах. Отраства и посещава училище в Гент, и завършва колежа „Сейнт Барбе“, където се сприятелява с поета Емил Верхарен. Следва право в юридическия факултет на университета на Гент. Изпратен е от баща си в Париж, за да завърши обучението си, но посещава предимно литературните среди. Завръшайки се в Брюксел, става асистент на адвоката Едмон Пикар, но по-късно се отказва от професията и се посвещава на литературата.
През 1877 г. е публикувана първата му стихосбирка „Огнище и поле“. През следващата година отново прави нов престой в Париж, където посещава кръга на Хидропатите, и се свързва с поетите Катюл Мендес, Франсоа Копе, Морис Барес и др. Той е участник в литературната група „Млада Белгия“ и ранен сътрудник на литературното списание „Млада Белгия“. От 1887 г. живее в Париж и е кореспондент на „Брюкселски вестник“. В Париж е близък приятел на Едмон дьо Гонкур и поддържа връзка с Маларме, Огюст Роден, Алфонс Доде и Марсел Пруст.
Автор е на сборници със стихове, романи и повести, няколко сборника с разкази, пиеси, и литературна критика. Пише на френски език. Получава признание във Франция със стихосбирката „Бялата младост“ от 1996 г. Той е един от най-оригиналните членове на символистичното движение, успяло да запази своята автономия от френската школа. Голяма част от творчеството му е резултат от страстна идеализация на тихите фламандски градчета, в които е прекарал детството и ранната си младост. Най-известен е с романа си „Мъртвата Брюге“ от 1892 г., публикуван във вестник „Фигаро“. Централен герой в романа е самият град Брюж, което допринася значително за репутацията на фламандския град.
Жорж Роденбах умира от апендицит на 25 декември 1898 г. в Париж, Франция. Погребан е в гробището „Пер Лашез“ в Париж.

## Произведения

### Самостоятелни романи и новели
- Vers d'amour (1884)[2][4]
- L'Art en exil (1889)[5]
Изкуството в изгнание, изд. СОНМ (2012), прев. Калоян Праматаров
- Bruges-la-Morte (1892)[1]
Мъртвият Брюке, изд.: „Везни“ (1919), прев. Гео Милев
Мъртвата Брюге, изд.: Дружество „Гражданин“ (2000), изд. СОНМ (2021), прев. Красимир Кавалджиев
- L'Agonie du soleil (1894)
- Le Tombeau de Baudelaire (1894)
- La Vocation (1895)[4]
Призванието, изд. СОНМ (2021), прев. Тодорка Минева
- Le Carillonneur (1897)
Звънарят, изд. ИК ЛИК (2005), прев. Недка Капралова
- Le Mirage (1900)

### Поезия
- Le Foyer et les Champs (1877)[2][3][6]
- Les Tristesses (1879)
- La Belgique 1830 – 1880 (1880) – историческа поема
- La Mer élégante (1881)
- L'Hiver mondain (1884)
- La Jeunesse blanche (1886)[3]
- Du Silence (1888) – поема
- Le Voyage dans les yeux (1893) – поема
- Les Vies encloses (1896) – поема
- Le Miroir du ciel natal (1898) – поема

### Сборници
- Musée de béguines (1894) – новели[2]
- Agonies de villes (1897) – есета
- Le Rouet des brumes (1901) – разкази
Колелото на мъглите, изд. ИК ЛИК (2007), прев. Недка Капралова, съдържа и „Жинотът на един портрет“ и „Часът“

### Пиеси
- Le Voile

### Други книги
- Les Tombeaux (1896) – с Йожеф Рипъл-Ронай и Джеймс Питкерн-Ноулс
- Les Vierges (1896) – с Йожеф Рипъл-Ронай и Джеймс Питкерн-Ноулс

### Екранизации
- 1915 Gryozy – по романа „Мъртвата Брюге“
- 1972 Nocturno – тв филм по романа „Мъртвата Брюге“
- 1980 Le roman du samedi – тв сериал, 1 епизод
- 1981 Brugge, die stille – по романа „Мъртвата Брюге“
- 1983 Die tote Stadt – тв филм по романа „Мъртвата Брюге“
- 2010 Die tote Stadt – тв филм по романа „Мъртвата Брюге“
- 2021 Korngold: Die Tote Stadt – тв филм по романа „Мъртвата Брюге“